# Rozhledna Pavčina Lehota
Rozhledna Pavčina Lehota se nachází na úpatí pohoří Nízké Tatry v obci Pavčina Lehota v okrese Liptovský Mikuláš v Žilinském kraji na Slovensku. Rozhledna je celoročně volně přístupná.

## Další informace
Rozhledna stojí na úpatí kopce Žiarce u naučné stezky Jelšie a poblíž bobové dráhy Pavčina Lehota v nadmořské výšce 790 m. Je tvořena dvoupatrovou zastřešenou dřevěnou příhradovou konstrukcí. Byla postavena v dubnu 2007 a vede na ni 22 schodů. Výška rozhledny je 8 m. Výhledy jsou, vzhledem k menší nadmořské výšce, omezené na Malou a Velkou Fatru, Chočské vrchy, Západní Tatry a Kriváň.

## Galerie

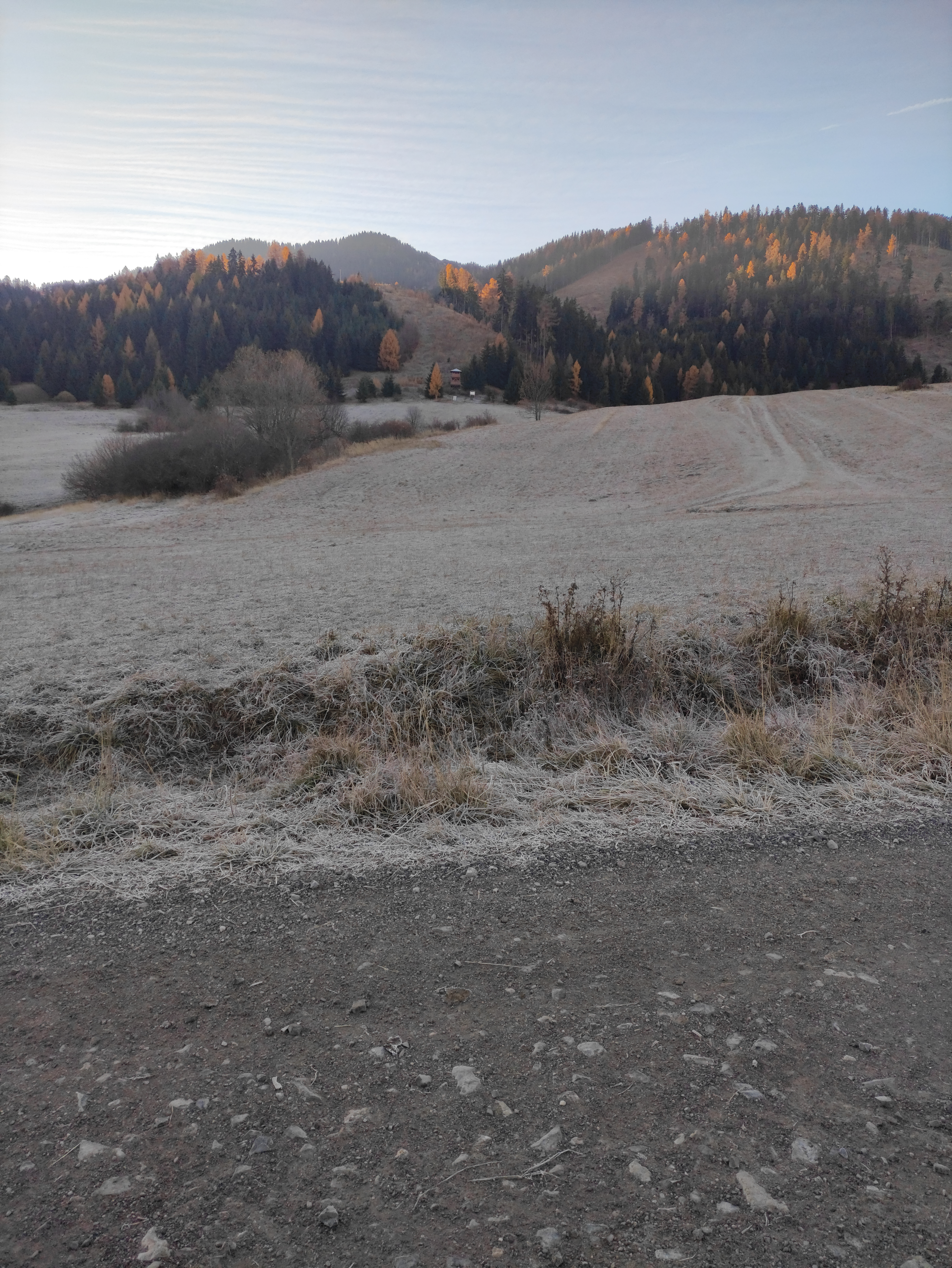
Pohled na rozhlednu a Nízké Tatry
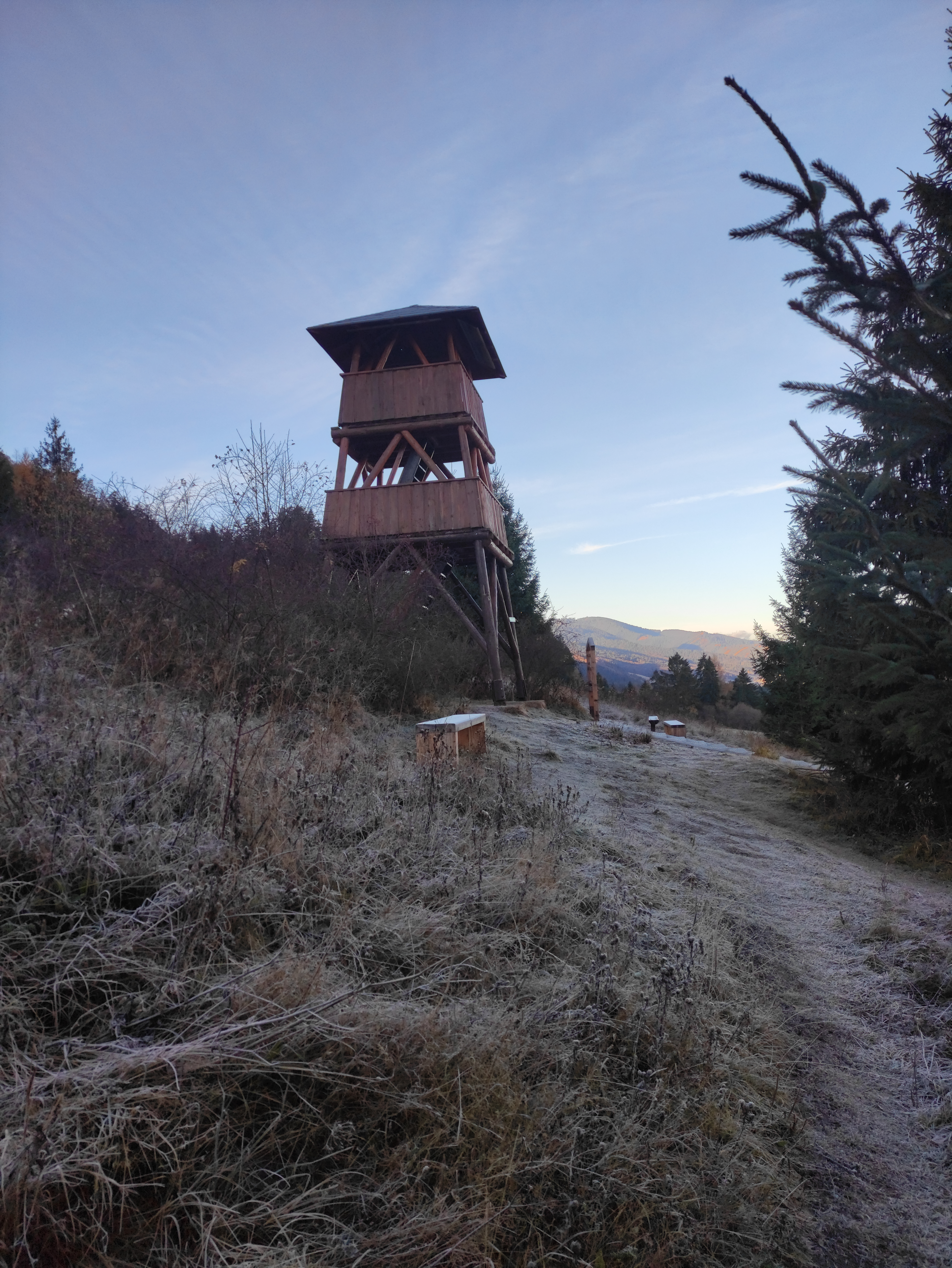